# Eugen Einenkel
Eugen Einenkel, född den 18 augusti 1853 i Leipzig, död den 16 mars 1930 i Überlingen, var en tysk filolog.
Einenkel genomgick Thomasskolan och studerade anglistik för Richard Paul Wülker och Moritz Trautmann vid Leipzigs universitet. Han promoverades till Dr. phil. vid Bonns universitet. Sin habilitation genomförde han 1883 vid akademin i Münster. Där blev han 1892 extraordinarie professor. Åren 1893 till 1930 var han utgivare av tidskriften Anglia.